# Can Servosa del Racó
Can Servosa del Racó és una masia situada al municipi de Sales de Llierca a la comarca catalana de la Garrotxa.